# Reazione di Stille

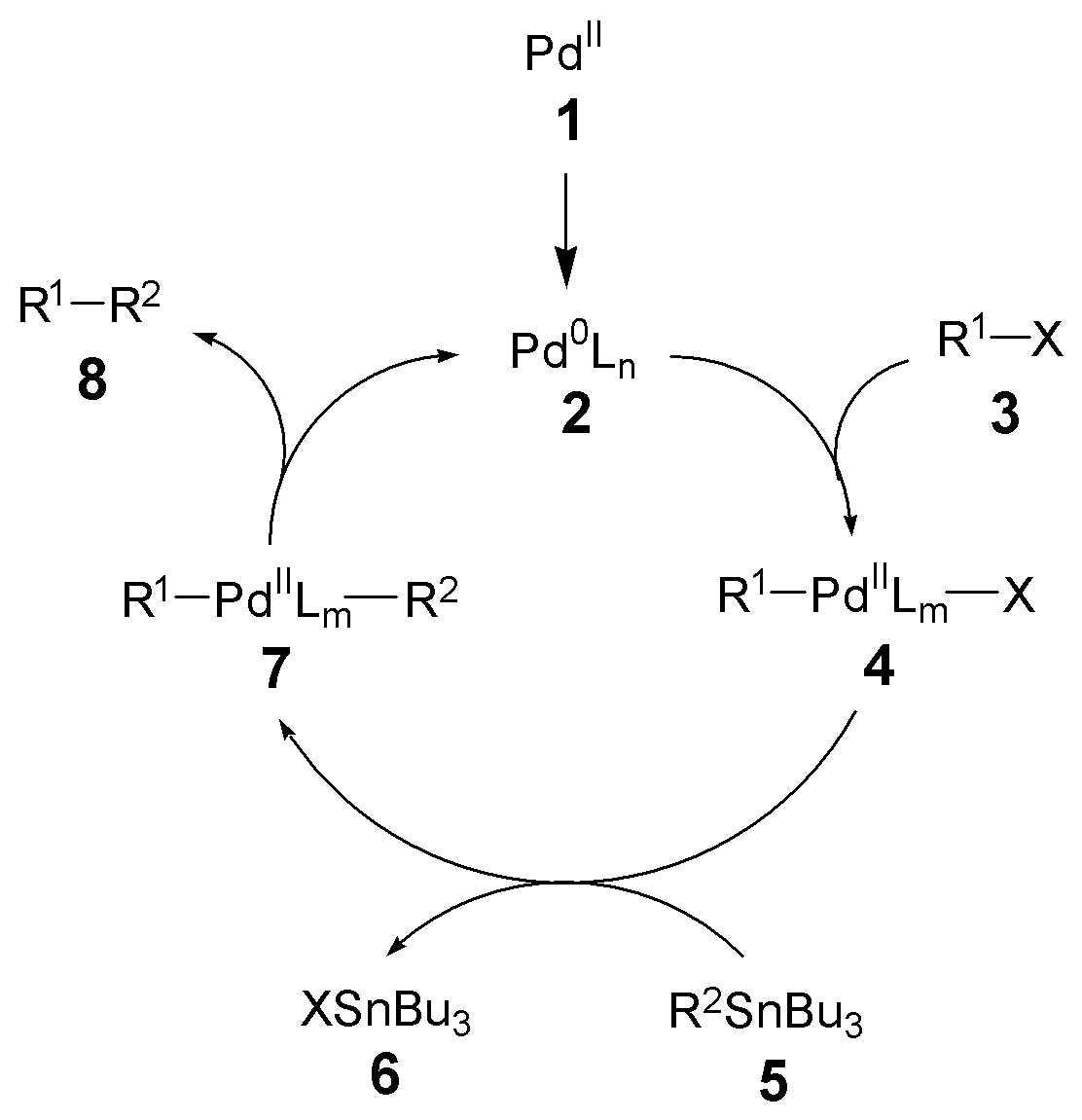
Meccanismo della reazione di Stille

La reazione di Stille è una reazione chimica di accoppiamento (cross-coupling) catalizzata da palladio tra un alogenuro organico ed uno stannano
R3SnR' + R"X --> R'-R"
In genere R è un butile, R' e R" un sostituente aromatico, vinilico o anche alchilico.
La reazione viene solitamente effettuata in solventi anidri e degasati in atmosfera inerte (solitamente azoto).

## Meccanismo
Il meccanismo della Stille è un ciclo catalitico. Il primo step è la riduzione del Pd(II) a Pd(0) (si possono utilizzare vari reagenti, ad esempio fosfine), si ha quindi l'addizione ossidativa all'alogenuro organico e la transmetallazione con lo stannano a dare l'intermedio 7 che dà per eliminazione riduttiva il prodotto di accoppiamento ed il catalizzatore di Pd(0). I passaggi di addizione ossidativa ed eliminazione riduttiva sono stereoritentivi.
Una possibile reazione collaterale, soprattutto se R1 o R2 sono alchili è la β-eliminazione, reazione collaterale generale per gli alchilpalladio con idrogeni in β.